# Ernst Szebedits
Ernst Szebedits (* 12. Juli 1951) ist ein deutscher Filmproduzent.

## Leben
Ernst Szebedits kam über eine kaufmännische Ausbildung und ein Pädagogikstudium zum Film. Nach medienpädagogischen Tätigkeiten und der Arbeit als Film- und Medienreferent übernahm er die Geschäftsführung des Filmhauses Frankfurt. Gemeinsam mit Karl Baumgartner und Jürgen Franke gründete er 1996 die Pegasos Filmverleih- und Produktion GmbH, die später an die Kinowelt-Gruppe verkauft wurde.
Mit Elena Trifonova als Partnerin betreibt er seit 2006 die „neue pegasos filmproduktion“ (Frankfurt), deren Fokus sich auf die Produktion bzw. Co-Produktion internationaler Spiel- und Dokumentarfilme für Kino und TV im Arthouse-Bereich richtet. Als Vorsitzender führte er lange Jahre die Vereinigung der Hessischen Filmwirtschaft.
Von Juli 2011 bis Dezember 2019 leitete er als Vorstand die in Wiesbaden ansässige Friedrich-Wilhelm-Murnau-Stiftung. In seiner Funktion setzte sich Szebedits für die Digitalisierung des deutschen Filmerbes ein, von dem die Murnau-Stiftung einen bedeutenden Teil pflegt. Zu dem Bestand gehören 6000 Titel vom Kaiserreich bis in die bundesrepublikanische Nachkriegszeit. Unter seiner Ägide übernahm die Murnau-Stiftung den Verleih und Vertrieb ihrer Filme von Transit Film. Auch mit der Zukunftsaufgabe, der systematischen Digitalisierung des analogen Filmbestandes, konnte ab 2018 begonnen werden. Digital restaurierte Klassiker wie Das Cabinet des Dr. Caligari, Varieté, Der müde Tod oder Münchhausen erzielten starkes öffentliches Interesse. Premiere feierten die Restaurierungen unter anderem bei der Berlinale, dem Filmfest München und den UFA Filmnächten. Im Sommer 2019 kündigte er seinen Abschied an, um in den Ruhestand zu gehen.
Seit 2018 ist er Vorsitzender des Wiesbadener Kulturbeirates.